# 鷲座號航空母艦
鷲座號航空母艦（義大利語：Aquila），又译为天鹰号或阿奎拉号，是義大利王國在第二次世界大戰時建造的航空母艦。以羅馬號郵輪改裝而成，設計搭載51架艦載機，然而該艦直到戰爭結束都未完工，最后於1952年解體。

## 起因
雖然到二戰結束鷲座號並未完工也未投入戰備，但鷲座號還是被認為是義大利的第一艘航空母艦，她的改造案具有強烈的企圖心，如果提早完成的話將可能是二次大戰中英國皇家海軍在地中海的強大敵人。
1921年華盛頓海軍條約中義大利分配到了6萬噸航空母艦建造配額。但是在1920和30年代，軍方和政界人士討論在不斷膨脹的義大利軍隊裡，航空母艦的作用和必要性一直被壓抑。雖然有如Gino Ducci（在1920年早期擔任海軍參謀長），羅密歐·伯諾提（Romeo Bernotti，任助理參謀長）和朱塞佩·斐拉凡佐將軍倡導發展空軍機隊的設立，建造航空母艦並合併空軍和海軍院校。
然而建造航空母艦的計畫出現了不少反對者，認為航空母艦的效益不符合建造成本與實用性，包括組織內及組織外都樹敵不少；在義大利軍隊內最重要的反對者是黑衫軍層峰，在1926年擔任航空部長，後跟隨墨索里尼一路扶搖直上的伊塔洛·巴爾博，他認為海軍航空隊只有舊飛機，沒有必要為此建立航空母艦兵力；體制外，造船主要廠商的雜音亦無終止。最重要的是，義大利本身無論是工業能力、造艦能力與財力都十分有限，因此海軍建軍無法全包，船艦建造順位以未來可能發生衝突模式作為優先考量。
當時法國是義大利頭號假想敵，因此建軍以對抗法國海軍作為優先序位。雖然1935年第二次義大利衣索比亞戰爭義大利始終忌憚英國皇家海軍在地中海常駐的2艘航空母艦具備的空軍戰力，也曾有計畫改造安德烈亞·多里亞級戰艦，但舊艦航速不足的先天缺陷已經讓義大利放棄使用現役大型艦改造的方案。當法國海軍在1932年至1937年敦克爾克號、史特拉斯堡號、黎塞留號和讓巴爾號等戰艦陸續開工後，面對假想敵的戰艦數量威壓下墨索里尼和義大利軍方被說服放棄所有航空母艦計劃以及加富爾伯爵號和尤利烏斯·凱撒號兩艘舊戰艦的現代化改裝，將資源轉移建造兩艘维托里奥·维内托级战列舰以對抗法國戰艦。
除了假想敵的強化，義大利海軍規劃的主要交戰區是狹小的地中海，而不是大洋，海軍空中力量的缺乏似乎可以容忍（尤其是考慮到航空母艦是一種昂貴的戰爭機器）。而且義大利半島、潘泰萊里亞和西西里島都被視為天然航空母艦，其中還有許多空軍基地可以使用，因此海軍退一步認為地中海的天空交由義大利空軍保護即可。
不過，義大利設計師在1930年代，曾向墨索里尼提出14,000噸級、21,000噸級的中型航艦方案；義大利工程師尤其中意皇家方舟號的設計，但義大利海軍層峰認為受制預算希望先弄出14,000噸級的航空母艦，但最終都在缺乏資源的情況下沒有作為。
在1940年6月義大利參與第二次世界大戰後，滿載30800噸航速21節的羅馬號郵輪被義大利政府徵收。原本義大利海軍只想將這艘郵輪改造成輔助航空母艦，但是1941年1月7日英國皇家海軍艦載機部隊在塔蘭托戰役痛宰義大利艦隊的戰果逼使義大利海軍正視現實，軍種本位主義的箝制以及官僚體系的遲鈍使得跨軍種支援成為空想；故墨索里尼授權義大利海軍將羅馬號改造成全通甲板航空母艦，並預計搭配快速戰艦以及重巡洋艦成為義大利海軍作戰主力。
不過到1941年1月27日，這項命令遭到下面許多的反彈。義大利在之前沒有航空母艦建造經驗，因此設計在初期即陷入瓶頸，除了成本以外，所有的技術障礙通通浮現，包括航艦配備的降落攔截裝置、彈射器、升降機，甚至是摺疊翼式艦載機，所有有關航艦的設備通通都是問題，當時估計至少要花2年的時間才有辦法實用化，這種狀況也同樣在德國建造中的齊柏林伯爵號航空母艦上演。
改變軍方意見的關鍵仍然在於現實考量。1941年6月21日馬塔潘角海戰的慘劇讓義大利海軍內部反對意見通通噤口，3艘重巡遭到擊沉的戰果再次證明缺乏航空母艦護衛的艦隊過於脆弱，在此役後義大利空軍以及海軍同意了羅馬號的改裝。

## 設計與建造
1941年11月，在熱那亞港口開始將羅馬號客輪改裝成航空母艦。而另一艘羅馬號戰艦開始建造時，這艘船名字也跟著改為鷲座號航空母艦。

### 船身
將輪船內部完全拆除，以便更換原來的機械和增加機庫甲板及維修廠。將外側附上一層60~80mm厚混凝土，內側則採用了凸起分裂來保護，將船腹提升到能對魚雷攻擊有一定程度的防禦力。設計者使用30~80mm的裝甲來保護彈藥庫和油箱。油箱複製英國的做法，以注水隔間分離汽缸和潛水艙。這是一個重要的安全措施，意在防止遭到炸彈和魚雷攻擊時引發嚴重的振動使航空汽油等揮發性氣體外洩。

### 動力裝置
鷲座號的推進系統是4部Belluzzo渦輪機，取自兩艘羅馬統帥級輕巡洋艦，並由8臺 Thornycroft燃油水管鍋爐驅動。它們能產生150,000馬力，預計鷲座號在滿載時還能達到29.5~30節的速度。

### 飛行甲板
鷲座號的飛行甲板有211.6公尺長，25.2公尺寬。兩座升降機分別布置在了飛行甲板的中部和前部，還有將近80mm的裝甲板覆蓋飛機庫和彈藥庫。

### 防空設備
鷲座號在艦島前後處共有六座6管20mm防空砲。鷲座號另有8座來自Capitani Romani輕巡洋艦的135mm防空砲。
還有12座新型的65mm防空機砲，及有22座6管20毫米機管局槍，連甲板下也有，能對整艘船進行綿密而完整的對空防禦。

### 艦載機
在1942和1943年，於佩魯賈和圭多尼進行測試，找出適合鷲座號的艦載機。義大利軍方選擇了SAIMAN 200，而G.50戰鬥機和Reggiane Re.2001則作為候補。
在1943年3月，曾參與建造齊柏林伯爵號的德國工程師和空軍教官抵達幫助測試，並幫助培養未來航空母艦的艦載機飛行員。他們也帶來了齊柏林號預計使用的斯圖卡轟炸機（海軍使用型）和阿拉道96B教練機。而在後的飛行試驗中，即便德國有Bf-109T比較好的結論，義大利軍方最後還是採用Reggiane Re.2001作為標準艦載機。
鷲座號的艦載計劃是51架Re.2001戰鬥機，41架存放在甲板（其中有15架停放在甲板前頭），有10架置於甲板上的常設停機坪。本來還有設計折疊翼型的Re.2001計劃，這本來將會大增鷲座號的航空力量，但最後並未實現。然而最後卻只有十架Re.2001改裝成艦載機型，它們裝上尾勾、海軍無線電設備和能攜掛650公斤的炸彈架，也裝備兩座12.7mmBreda-SAFAT機關槍和發動機罩。另外至少有一架Re.2001正在佩魯賈嘗試改裝為魚雷轟炸機，將其尾輪延長和強化，以便提升魚雷掛載時飛機的高度。

## 結局
1943年9月8日義大利投降時，鷲座號已經完成了百分之九十，並通過了第一次技術檢測，德國隨即接手鷲座號的工程。	
後來鷲座號在1944年6月16日盟軍空襲熱那亞時受損。由於擔心德國可能會利用該船封鎖熱那亞港入口，於1945年4月19日由義大利蛙人突擊隊使用人操魚雷將鷲座號重創自沉。戰後1946年中旬意大利將鷲座號浮起，並拖到拉斯佩齊亞港口等待後續處理，在1949年曾考慮能否作為其他用途，但還是於1952年放棄並解體。

## 總評
若鷲座號開始建造的時間是從1938年而不是1941年，它可能早已完成，便能在義大利艦隊關鍵交戰年1941~42年間服役。若鷲座號編入了義大利艦隊，可能改變某些海戰的結果，能藉由它的戰鬥機攔截英國偵察機和抵禦艦載機的空中打擊，而它的艦載機能進行更及時和有效的偵察，並能有效的攻擊英國艦隊和補給船。因此鷲座號可能使義大利避免一些歷史上的損失（如馬塔潘角海戰），並對英國皇家海軍造成一定的損傷。
然而鷲座號建造的太晚，錯過地中海海戰的關鍵時期。即使是在它即將竣工的1943年9月，它仍需要六個月到一年的時間進行服役檢定，還要湊足艦載機、培訓飛行員和甲板機組人員、製造和裝配新式機槍和解決避雷線等問題。然而在1943年2月時，盟軍驅逐了北非的軸心國部隊，而在1943年8月，西西里島登陸戰役過後，一切都已來不及了。 
但儘管缺乏航空母艦，義大利海軍艦隊仍成功地執行其任務，即：「防止英國海軍完全切斷義大利的海上補給線」，使軸心國軍隊能在北非維持戰鬥能力，盡到了「存在艦隊」的職責。值得一提的是，英國皇家海軍在此期間於地中海有8艘航空母艦（百眼巨人號，皇家方舟號，老鷹號，恐懼號，狂怒號，光輝號，不撓號，勝利號）進駐，卻遲遲未能取得決定性的戰果，也沒切斷北非軸心國軍隊的海上補給線。
歷史結果顯示，無論鷲座號有多大的潛力，義大利海軍若將時間、物資和人力花在它的建造上，結果會比在其他軍艦上更好。